# Redfield Records
Redfield Records est un label discographique allemand de rock et punk hardcore, basé à Melle, en Basse-Saxe.

## Histoire
Redfield Records est créé en 2001 à Haan, la maison d'édition Redfield Publishing en 2004 puis Edition Redfield Records en 2008. La même année, il s'associe avec le magazine Visions pour diffuser l'album Cum Grano Salis de Fire in the Attic. Les publications sont distribuées dans le monde entier. Les partenaires commerciaux sont notamment Plastic Head Distribution au Royaume-Uni et Mystic Production en Pologne.
En février 2013, il crée le sous-label Redfield Digital pour l'édition digitale. Il s'appuie sur The Orchard. En 2014, l'album We Are the Mess d'Eskimo Callboy est le premier album du label à atteindre les meilleures ventes en Allemagne, puis dans la même année My Longest Way Home d'Any Given Day.

## Groupes et artistes

### Actuels
- Any Given Day
- A Traitor Like Judas
- Alex Amsterdam
- Antillectual
- Burning Down Alaska
- Breathe Atlantis[3]
- The Disaster Area
- Eye Sea I[4],[5]
- Flash Forward (de)
- His Statue Falls
- Me in a Million (de)
- Mutiny on the Bounty
- Scarred by Beauty (de)
- Taped
- Vitja[6]
- Watch Out Stampede[7]

### Anciens
- Abandon All Ships
- Alias Caylon (de)
- Crash My DeVille (de)
- Das Pack
- Eskimo Callboy
- Face Tomorrow
- Fire in the Attic
- John Coffey
- KMPFSPRT
- Lower Than Atlantis
- Narziss (de)
- Parachutes
- Social Suicide
- Texas in July
- Textures
- The Blackout Argument (de)
- Trip Fontaine
- We Butter the Bread with Butter
- We Came as Romans